# Christian Frei
Pour les articles homonymes, voir Frei.
Christian Frei, né en 1959 à Schönenwerd en Suisse, est un réalisateur et producteur de cinéma documentaire. Entre 2006 et 2023, il est chargé de cours en compétence de réflexion à l’Université de Saint-Gall (HSG) en Suisse. Entre 2006 et 2009 il a présidé le sous-comité « Documentaire » de l’Office Fédéral de la Culture (OFC) de la Confédération suisse. Entre 2010 et 2022, Christian Frei est président de l’Académie du cinéma suisse.

## Carrière
Pour ses films, Christian Frei reste proche de ses protagonistes, tout en gardant une vue d’ensemble sur la complexité de ses sujets. « Qu’est-ce qui rend ces films si extraordinaires ? Ce sont des instantanés qui persistent. Par le biais d'individus, Christian Frei nous parle de l’humanité – de ce qui nous sépare et nous rassemble : de la tectonique de l‘humain. »
Christian Frei étudie l’audiovisuel au département du journalisme et de la communication de l’Université de Fribourg avant de passer, en 1981, à la réalisation de son premier court métrage documentaire avec Die Stellvertreterin. Après Fortfahren, en coréalisateur avec Ivo Kummer en 1984, il devient cinéaste et producteur indépendant. Il tourne ensuite le court métrage Der Radwechsel. En 1997, il signe son premier long métrage documentaire : Ricardo, Miriam y Fidel. Le film dessine le portrait d’un père cubain et de sa fille, déchirés entre loyauté envers la révolution et désir d'émigration vers les États-Unis Le film est un récit d'un destin personnel, en inscrivant ce dernier dans la crise d’une utopie et d’une guerre des idéologies. Le film parle de la réalité cubaine contemporaine et en montre les contradictions et paradoxes, tout en évitant de prendre parti.
War Photographer (2001) marque un tournant dans la carrière du réalisateur et lui ouvre une percée internationale grâce à la nomination aux Oscars en 2002 et à de nombreux prix. Pendant deux ans, Frei accompagne le photographe de guerre James Nachtwey sur différents terrains d’opération. Il joue avec les doutes du spectateur et laisse deviner les ambiguïtés du métier et la dérive des médias. Le film, est un appel à la compassion et une réflexion sur l’approche documentaire de la guerre en général. War Photographer est le premier documentaire suisse qui a été nommé aux Oscars.
En 2005, Christian Frei réalise The Giant Buddhas, son troisième documentaire consacré à la destruction en mars 2001 par les talibans des Bouddhas géants dans la vallée de Bamiyan, en Afghanistan. Il s'agit d'un récit sur la croyance, l’intolérance et l’espoir. Il en résulte une sorte « d’essai » en forme de voyage documentaire cinématographique pour remplir « une place vide ». Il s’agit d’une recherche de traces tout au long de cette ligne qui simultanément sépare et unit les hommes et les cultures.
En 2010, Christian Frei reçoit le prix « World Cinema Directing Award » au renommé Festival du film de Sundance pour son film Space Tourists (2009). Au monde des richissimes touristes spatiaux s’opposent les pérégrinations dangereuses des ferrailleurs kazakhs à la recherche d'étages de fusées et de débris de grande valeur, qui tombent littéralement du ciel. Les critiques parlent d’un documentaire plein d’aperçus sensationnels consolidant la réputation de Frei d’être un des reporters contemporains les plus originaux et innovateurs.
Le documentaire Sleepless in New York (2014) fait sa première mondiale en compétition au Festival Visions du réel à Nyon. Le film accompagne trois personnages au cœur brisés qui parlent de leur maladie d'amour. Les recherches scientifiques de l'anthropologue américaine Helen Fisher, une spécialiste de l'amour et des processus cérébraux, complémentent les confessions intimes des protagonistes. Pour ce documentaire, Christian Frei et son chef-opérateur Peter Indergand ont développé une caméra spéciale en y ajoutant un miroir sphérique afin de reproduire visuellement le sentiment de solitude comme le vivent certains malades d'amour.
Christian Frei produit le film Raving Iran (2016) de Susanne Regina Meures qui accompagne pour son documentaire deux DJs de la scène techno illégale de Téhéran. Les deux DJs risquent tout pour échapper à l'austérité de la police des mœurs iranienne. Ce premier film de la réalisatrice est récompensé de nombreux prix à des festivals internationaux ainsi que du prix « First Steps », prix prestigieux pour les films de fin d'études de l'Allemagne, l'Autriche et la Suisse pour promouvoir les jeunes professionnels de la production cinématographique.
En janvier 2018, le documentaire Genesis 2.0 a sa première au Festival du film de Sundance où il est recomposé par le prix World Cinema Documentary Special Jury Award for Cinematography. Genesis 2.0 suit des découvreurs de mammouths sur l'archipel éloigné des Îles de Nouvelle-Sibérie, ainsi que des généticiens et des biologistes moléculaires en Corée du Sud, en Chine et aux États-Unis.

## Filmographie
- 1981 : Die Stellvertreterin
- 1982 : Fortfahren
- 1984 : Der Radwechsel
- 1997 : Ricardo, Miriam y Fidel
- 1998 : Kluge Köpfe

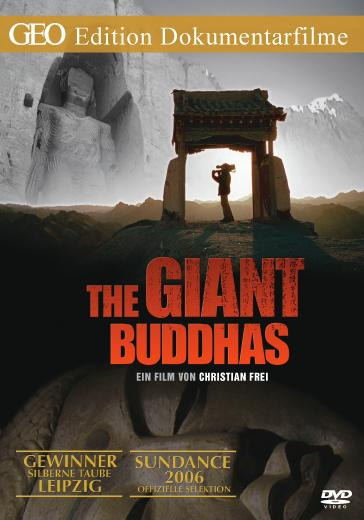
Affiche du film documentaire The Giant Buddhas (2005).

- 2000 : Bollywood im Alpenrausch – Indische Filmemacher erobern die Schweiz
- 2001 : War Photographer
- 2005 : The Giant Buddhas
- 2009 : Space Tourists
- 2014 : Sleepless in New York
- 2018 : Genesis 2.0, co-réalisé par Maxim Arbugaev

## Prix et récompenses
Pour War Photographer Christian Frei a reçu plusieurs prix et nominations. Il a été sélectionné dans une trentaine de festivals internationaux. C'était le premier film documentaire suisse qui a reçu une nomination aux Oscars. Le chef opérateur Peter Indergaand a été nommé pour un Emmy en 2004. Entre autres, War Photographer a obtenu le prix Eurodok de l'European Documentary Film Festival Oslo en 2003 et le Prix spécial du Ministère du Développement, de la Culture et du Sport du Prix Adolf Grimme en 2004.
The Giant Buddhas a été sélectionné dans plus de cinquante festivals. Il a été nommé pour le Grand prix du Jury du Sundance Film Festival en 2006. Il a reçu la Colombe d'argent au Festival international du film documentaire et du film d'animation de Leipzig en 2005.
Space Tourists a gagné le World Cinema Directing Award du Festival du film de Sundance en 2010. Il a gagné plusieurs autres prix et il a été sélectionné une cinquantaine de festivals internationaux. Récemment il a obtenu le Prix du Jury «Best doc» de la chaîne télé The Documentary Channel 2012.
War Photographer, The Giant Buddhas, Space Tourists et Genesis 2.0 ont reçu une nomination pour le Prix du cinéma suisse.
Genesis 2.0 a reçu le prix World Cinema Documentary Special Jury Award pour la meilleure photographie du Festival du film de Sundance en 2018 (pour Maxim Arbugaev et Peter Indergand). Entre autres, le documentaire a obtenu, en 2018, le Prix du cinéma de la ville de Zurich, le Prix du public du Festival international du film de Moscou, et, en 2019, le Prix du meilleur film étranger au Festival International du film documentaire DocUtah et un prix principal du festival international du documentaire à Budapest.

### Ouvrages
- La tectonique de l'humain, GEO Édition films documentaires Collection Christian Frei, éd. par Warner Home Vidéo Suisse 2007.
- Norbert Creutz: Ciné-Portrait de Christian Frei, éd. par SwissFilms mai 2006.